# Spodoptera transducta
Spodoptera transducta är en fjärilsart som beskrevs av Walker 1856. Spodoptera transducta ingår i släktet Spodoptera och familjen nattflyn. Inga underarter finns listade i Catalogue of Life.